# Camille Alaphilippe
Camille Alaphilippe (1874 Tours – kolem roku 1934 Alžírsko) byl francouzský sochař.

## Život a kariéra
Camille Alaphilippe se v devatenácti letech stal žákem Laurense a Barriase na École nationale supérieure des beaux-arts v Paříži. V roce 1898 získal první místo Prix de Rome za dílo Kain slyšící Hospodinovo prokletí po smrti Ábela. Od roku 1901 se významně zabýval keramikou. Se svou ženou, sochařkou Melle Avog, pracoval na výzdobě obchodního domu Potin na Boulevard Malesherbes a zahrady Françoise Carnota. Po 1. světové válce odešel do Alžírska, nemocný a bez finančních prostředků. Stal se vedoucím katedry sochařství na École des beaux-arts d'Alger, mezi jeho žáky patřil i André Greck.
Zde navrhl a realizoval památník Raffiho a mnoho památníků obětí války v alžírských obcích Tipaza, Mostaganem, Aïn Témouchent, Bordj Bou Arréridj, Bordj el kiffan, Bougie, Batna, Guelma, Saïda, Tebessa.

## Vybrané dílo
- Caïn après la mort d'Abel poursuivi par la vengeance céleste; 1898
- La Consolation; 1901
- Mystères douloureux; 1905
- La Femme au singe; 1908
- Amour pélerin; 1911
- Bacchante; 1913
- La Danse; 1914
- Busta Alphonse Raffiho, 1939
- Monument à la mémoire de Suvée
- Les Mains
- Monument aux morts de Philippeville

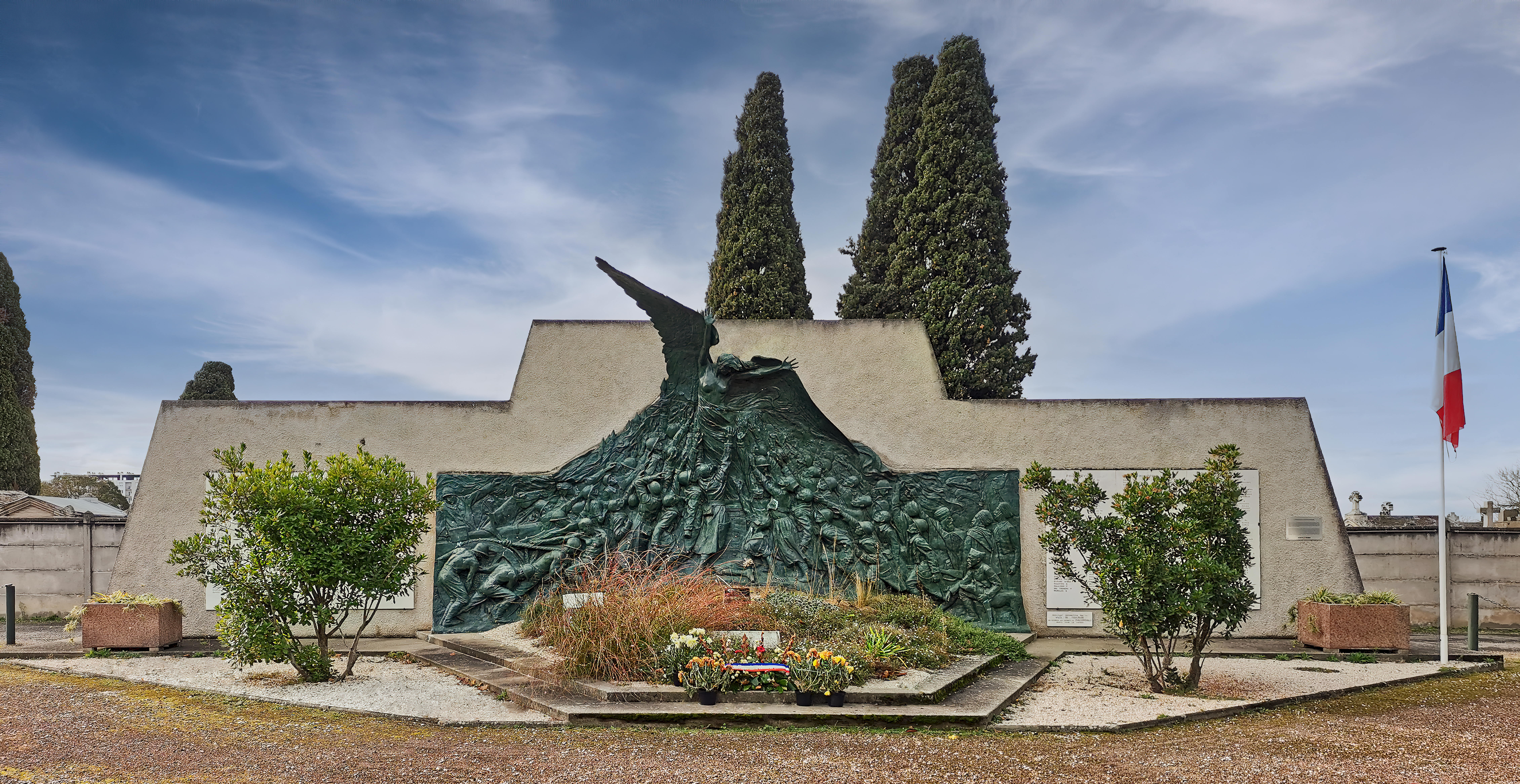
Památník pro Skikda, od roku 1969 v Toulouse
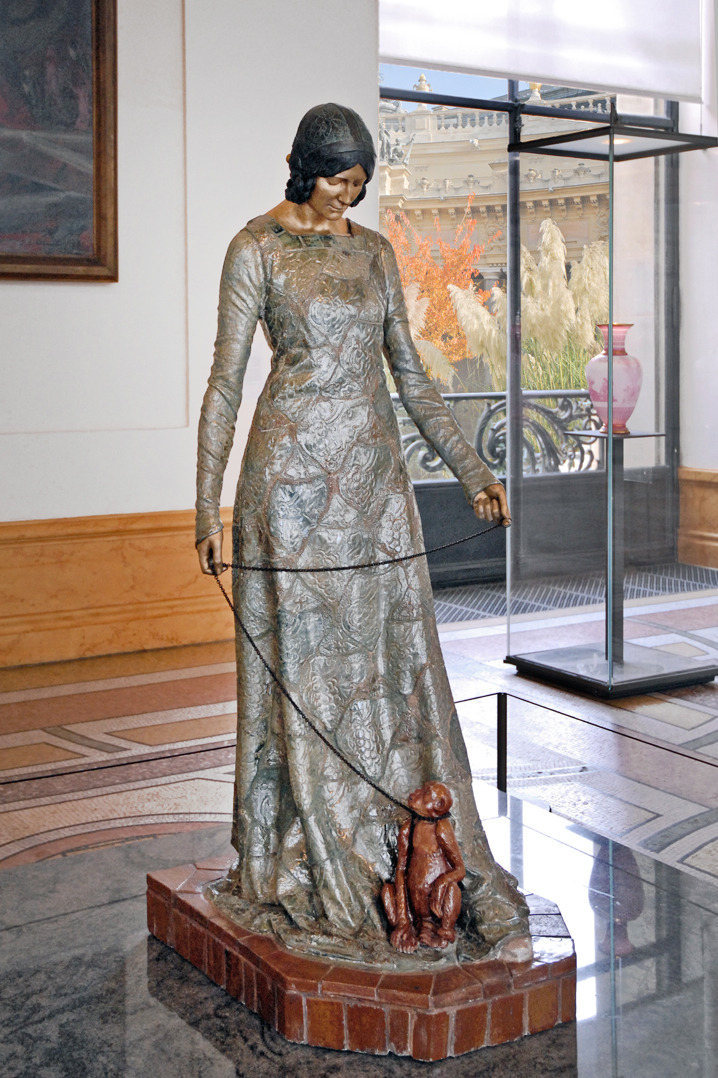
La Femme au singe
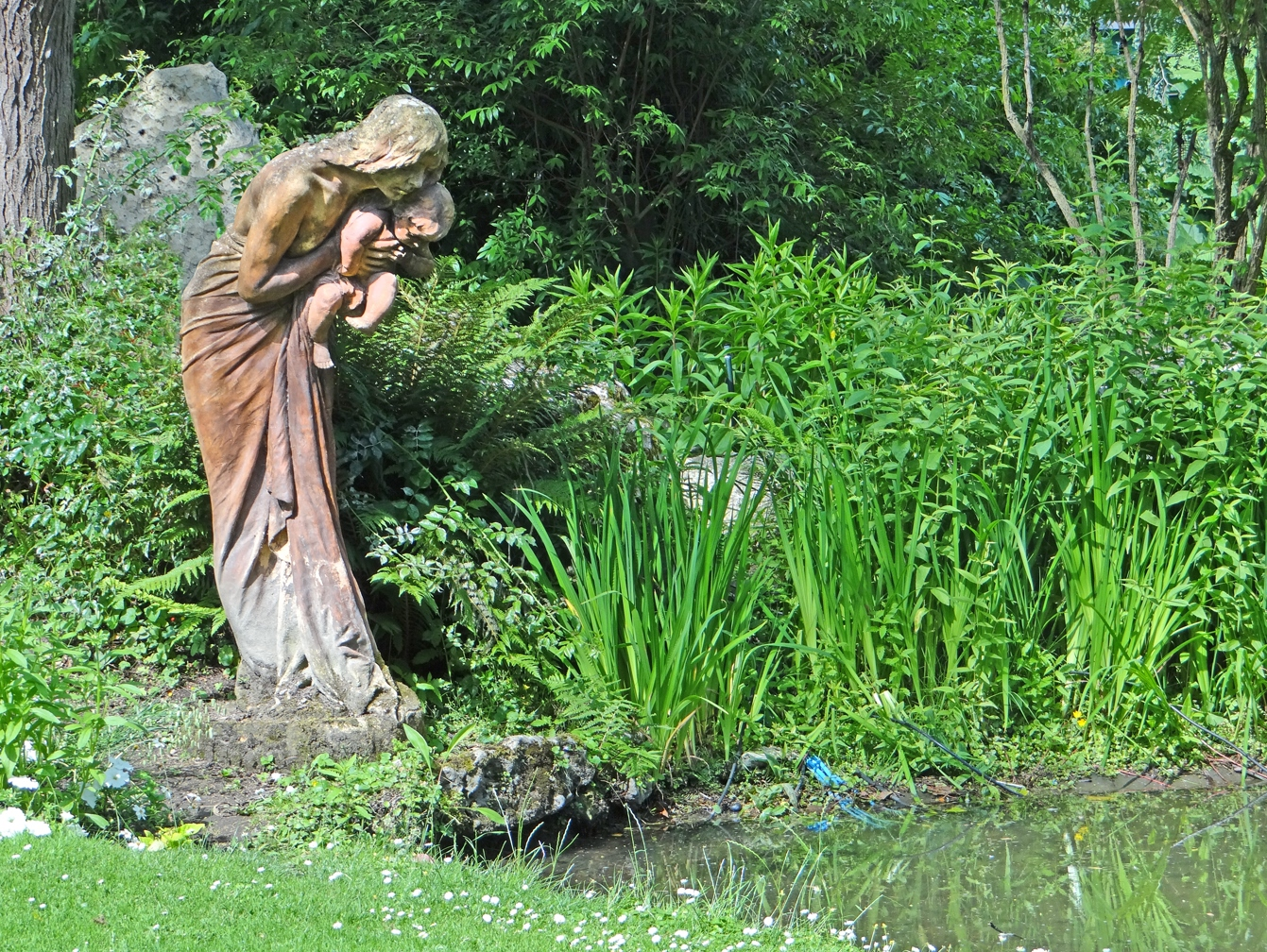
Le Premier Miroir